# Einführung in die Menschenkunde
Einführung in die Menschenkunde (Originaltitel: 「エロ事師たち」より 人類学入門 „Erogotoshitachi“ yori: Jinruigaku Nyūmon, dt. etwa: „Einführung in die Anthropologie/Menschenkunde mittels Pornographen“) ist ein japanischer Film von Shōhei Imamura aus dem Jahr 1966. Das Drehbuch basiert auf einer Geschichte von Akiyuki Nosaka und erzählt von Yoshimoto Subu Ogata, einem Pornofilmer, der sich gegen die Regierung, die Yakuza aber auch gegen seine eigene Familie durchsetzen muss.
Der Film, der in Art einer dunklen Comic-Satire daherkommt, und im Japan zur Zeit des Wirtschaftswunders der Nachkriegszeit spielt, wurde außerhalb Japans zu einem der bekanntesten Filme von Imamura.

## Handlung
Der als Schmuddelfilm-Regisseur abgestempelte Porno-Regisseur Yoshimoto „Subu“ Ogata, ist eine Verbindung mit der Witwe Haru Masuda eingegangen, seiner ehemaligen Vermieterin. In seinen Werken kommen alle Spielarten von Pornographie vor. Er erfüllt sogar den Wunsch eines Mannes nach einem Film, in dem ein Arzt ein Schulmädchen vergewaltigt. Diese in seiner Phantasie mit ihm selbst stattfindende Handlung auf der Leinwand zu sehen, ist für ihn eine Ersatzbefriedigung, für etwas, was er nicht darf. Auch tritt er als Vermittler auf, um ältere angesehene Herren mit jungen Frauen zusammenzubringen, die noch Jungfrau sind und bei denen sie jeweils der erste sein dürfen. Auch wenn es dabei nicht immer ehrlich zugeht. Aufgrund seiner Filme tritt auch ein Vater an Subu heran, der gern in einem seiner Filme mitspielen möchte, wobei er Sex mit seiner eigenen zurückgebliebenen Tochter haben will. Ogata ist überzeugt davon, dass das Erstellen von Pornofilmen für Amateure und die Verbreitung erotischer Fotos, einen neuen Weg vorgibt, um die aufstrebende japanische Demokratie zu stärken. Ogatas Motto lautet: „Orgie ist der Weg in die Freiheit. Ohne mich würden die Menschen leiden.“ Allerdings ruft seine Tätigkeit auch die Polizei auf den Plan, die Ogatas illegale Aktivitäten gar nicht gern sieht, ebenso wie die Yakuza, die ebenfalls etwas vom in Wirklichkeit gar nicht so großen Kuchens abhaben will.
Haru, die große gesundheitliche Probleme hat, hat eine minderjährige Tochter namens Keiko und einen Sohn, der von seiner Mutter ebenso wie von seinem Stiefvater stets Geld haben will. Zwischen Mutter und Sohn besteht eine latente inzestuöse Beziehung. Subu liebt seine Frau, die jedoch, wie sie selbst glaubt, von dem unruhigen Geist ihres ersten toten Mannes verflucht worden ist und davon überzeugt ist, dass dieser als Karpfen reinkarniert worden ist, weshalb sie auch ein Aquarium besitzt, in dem sich ein Karpfen tummelt. Sobald dieser im Wasser Sprünge vollführt, glaubt Haru, ihr verstorbener Mann sei mit ihrem Verhalten nicht einverstanden. Sie hatte ihm das Versprechen gegeben, nach seinem Tod nicht wieder zu heiraten.
Subu, der immer wieder Geliebte hat, interessiert sich im Laufe der Zeit immer mehr für seine Stieftochter Keiko und begehrt sie sehr. Er kann nicht verstehen, dass er von ihr abgewiesen wird, obwohl sie ziemlich wahllos mit immer wieder anderen Männern schläft. Da Keiko auch viel und oft trinkt, betastet er ihren Körper, wenn sie halb bewusstlos von ihrer Trinkerei auf dem Bett liegt. Keikos Mutter hingegen hat nichts gegen eine Verbindung ihres Mannes mit ihrer Tochter einzuwenden, die dann letztendlich auch noch zustande kommt. Haru überschreibt ihrem Mann auch ohne viel Aufhebens ihr Friseurgeschäft. Subu geht jedoch noch einen Schritt weiter und investiert für Notfälle zurückgelegtes Geld lieber dazu, ein Equipment für sich und seine Freunde zu kaufen, mit dem sie imstande sind, Filme zu erstellen, die ihnen dazu dienen, ihre Phantasien darin auszuleben. Mit der Zeit jedoch und nachdem seine Frau Haru wahnsinnig geworden ist und letztendlich stirbt, wird Subu immer seltsamer bis zu dem Punkt, an dem er versucht, sich seine eigene Traumfrau zu erschaffen und dieses Vorhaben mit der Konstruktion einer Sexpuppe konkretisiert. Denn eine „Maschine“ täusche nie.

## Produktion

### Produktionsnotizen, Hintergrund
Produziert wurde der Film von Imamura Productions und Nikkatsu. Dies war einer der ersten großen Filme von Shōhei Imamura, einem der Hauptautoren der neuen Welle des japanischen Kinos durch Yūzō Kawashima. Es war auch Imamuras erster Film für seine neue Produktionsfirma. Imamura äußerte über seinen Film, nachdem er das fertige Werk gesehen habe, habe er viele Elemente bemerkt, die nicht gut beschrieben worden seien und zu sich selbst gesagt, dass der Film ein Fehler gewesen sei. Er habe weiter gehen müssen, denke er. Er habe den Film jedoch gedreht, ohne über die moralischen Standards der Gesellschaft und den gesunden Menschenverstand der Filmindustrie hinauszugehen.
Im Vorspann enthalten die englischen Untertitel den Hinweis, der Film werde von den Ärzten Phyllis und Eberhard Kronhausen, bekannten Sexologen, präsentiert. Das Ehepaar, das hauptsächlich in den 1960er und 1970er Jahren tätig war, schrieb eine Reihe von Büchern über Sexualität und Erotik. Beide waren auch als Sammler erotischer Kunst bekannt, und veranstalteten 1968 die „Erste internationale Ausstellung erotischer Kunst“, womit sie durch Europa reisten und die schließlich in San Francisco im Museum of Erotic ein Zuhause fand.

### Veröffentlichung
In Japan hatte der Film am 12. März 1966 Premiere. In den Vereinigten Staaten lief er am 12. August 1966 an und im Vereinigten Königreich im Mai 1967. In der Bundesrepublik Deutschland war der Film erstmals am 29. April 1972 in einer Fernsehausstrahlung unter dem Titel Einführung in die Menschenkunde zu sehen. Es existiert keine deutsche Synchronisation; der Film spielt in der Originalsprache Japanisch und ist untertitelt.
In Italien wurde der Film am 17. September 1972 auf dem Pesaro Film Festival vorgestellt. Am 7. Juli 2012 war er in Singapur einer der Beiträge zum Japanese Film Festival Singapore. Veröffentlicht wurde er zudem in Brasilien, Bulgarien, Frankreich, Griechenland, Indien, Norwegen, Polen, in der Sowjetunion, in Spanien und in der Türkei. Der englische beziehungsweise internationale Titel lautet The Pornographers oder in der Langfassung The Pornographers: Introduction to Anthropology.

## Rezeption

### Kritik
Der Kritiker des Filmdienstes führte aus: „Eher distanziert und amüsiert nimmt Regisseur Imamura über seinen tragikomischen Helden die Sexualneurosen seiner Landsleute aufs Korn.“
Philippe Gautreau befand, mit diesem Werk zeige Imamura noch besser als bei seinen vorherigen Filmen, seine Beherrschung des Cinemascope-Formats: In Weitwinkelaufnahmen bringe er viele Charaktere zusammen. Auch dieser Film enthalte den ätzenden Humor und die vernichtende Verspottung wie fast alle seine Filme, er habe hier allerdings noch eine surreale Dimension hinzugefügt, die in der endgültigen Erfindung der idealen Frau gipfele, einem Roboter, der nach fünf Jahren aktiver Abgeschiedenheit verfeinert worden sei.
Antonio Méndez bewertete den Film für AlohaCriticón Cine, música y literatura und meinte, es sei die klassische Geschichte eines Antihelden, den das Unglück verfolge und der mit fortschreitender Entfremdung zu kämpfen habe. Der Film verfolge einen tragikomischen Ansatz, sei aber auch durchzogen mit schwarzem Humor als auch surrealistischen Elementen, und biete ein Comic-im-Comic-Porträt sowie die Satire in einer Geschichte von sexuellem Unheil, und umfasse einen Ort für Verbrechen, Reinkarnation und auch Inzest.
Alexandre Jourdain von Critique Cinéma zeigte sich begeistert von dem Film, in dem Imamura vor dem Hintergrund der sexuellen Revolution und des wirtschaftlichen Umbruchs der Nachkriegszeit eine experimentelle Anklage erhebe, die „atemberaubend“ sei. Neben seiner fatalistischen Dimension erhebe der Film auch eine Art Anklage gegen die Menschheit und übe scharfe Kritik an Männern, die Frauen gern in den Rang eines Objekts herabwürdigen würden. Die zukünftigen Auswirkungen des Kapitalismus auf die japanische Gesellschaft habe der Visionär Imamura schon 1966 erkannt und habe zu diesem Zeitpunkt bereits erahnt, was die Zukunft bringe, zum Beispiel eine Roboterpuppe. Auch wenn man dem Regisseur zweifellos vorwerfen könne, dass er in seiner Argumentation nicht noch weiter gegangen sei und noch mehr versucht habe zu schockieren, überrasche seine Lässigkeit. Mit dem Film sei ihm eine außergewöhnliche Inszenierung des Kinos aus den 1960er-Jahren gelungen. Einige Elemente im Film erinnerten an die Cronenbergs und andere an Buñuel. Es sei schwierig, gegenüber einem solchen technischen Meisterwerk unempfindlich zu bleiben, trotz eines gewissen Mangels an allgemeiner Homogenität auf Seiten des Drehbuchs. Trotzdem sei dies ein subtiles Werk mit schwarzem Humor, in dem man auf unzählige zeitlose Dinge stoße.
David Blakeslee schrieb auf der Seite Criterion Reflections, dies sei einer dieser Filme, die er aus historischen und ästhetischen Gründen als wichtig und der Aufnahme in die Criterion Collection für würdig erachte. Tatsache sei aber auch, dass er nicht wirklich viel Zeit in dem schrecklichen Milieu verbringen möchte, das Shohei Imamura besonders gern von seinen Zuschauern ausbreite. Wie auch andere Kritiker, war Blakeslee der Meinung, der Film sei zu lang neunzig Minuten hätten gereicht. Die gezeigten Szenen variierten zwischen scharfer sozialer Satire, sich wälzendem Genuss, schmuddeliger Enthüllung und gelegentlichen (und unangekündigten) Rückblicken, die Einblick in die tragische Vergangenheit seiner Figuren geben würden. Erstklassig seien die visuellen Techniken und Kompositionen. In Bezug auf die Handwerkskunst gebe es viel zu bewundern und auch der dunkel verzerrte Sinn für Humor führe definitiv mehrmals zu grimmigem Lachen.
Ed Nguyen schrieb, Imamura sei dafür bekannt, provokative Filme zu produzieren. Dieser Film erzähle eine abstrakte, aber ironisch amüsante Geschichte über einen einfachen Mann, Subu Ogata, mit einem ungewöhnlichen Beruf. Trotz seines provokanten Charakters sei The Pornographers eine schwarze Komödie mit einer rassigen, ironischen Kühnheit, die für japanische Filme dieser Zeit eher untypisch gewesen sei. Manchmal charmant und manchmal schrullig, handele es sich um einen phantasievollen Film voller Originalität von einem Regisseur in Topform.
Pablo Knote rezensierte den Film für Nippon-Kino und schrieb, dass der „gefeierte Nuberu Bagu-Regisseur Shohei Imamura erstaunlicherweise schon im Jahre 1966, als derartige Themen noch höchst tabuisiert wurden und die japanische Sexfilm-Branche noch in den Kinderschuhen steckte“, diesen Film gedreht habe, einen „faszinierenden, aber auch sperrigen Kunstfilm, der seiner Zeit viele Jahre voraus zu sein schien“. […] Gemessen am Zeitpunkt seiner Entstehung sei Imamuras Werk jedoch bedeutend revolutionärer. Es erscheine „wahrlich monströs und unfassbar, was Shohei Imamura seinen noch unbeflissenen Zeitgenossen hier“ aufgetischt habe. „Hauptdarsteller Shoichi Ozawa meister[e] seine schwierige Rolle mit Bravour, wobei der Film die Waage zwischen unerfahrenen Laiendarstellern und bekannten Charakterdarstellern“ halte. Zur „erfahrenen Sorte“ gehöre „etwa Charaktermime Ko Nishimura, besonders erwähnenswert“ sei aber auch „Ganjiro Nakamura als einer von Ogatas perversen Kunden, dessen Mut und Experimentierfreude bei seiner Rollenwahl man einfach immer wieder bewundern“ müsse. Auch für Knote war die Länge des Films ein Manko. Knotes Fazit lautete: „‚The Pornographers‘ ist ein mutiges, skurriles und einfallsreiches Werk, welches jedoch durch seine sperrige Handlungsstruktur und eine deutliche Überlänge viel seines großen Potentials verschenkt. In jedem Fall ein ‚sehenswerter‘ Film, der jedoch das Potential zum Meisterwerk gehabt hätte.“
Auch für Ed Howard von Only the Cinema handelt es sich bei The Pornographers um eine pechschwarze absurde Komödie über ausgefallene sexuelle Wünsche und die Rolle, die Sex in einer modernen Welt, die von Gier und Manipulation dominiert wird, spielt. Mit Blick auf die Entwicklung in der Welt, sei dieser Film von 1966 ein erstaunlich vorausschauendes Werk, das unter anderem die Betäubung der Sexualität im Zeitalter des Internetpornos und die anhaltende Interaktion zwischen geordneter sexueller Unterdrückung einerseits und uneingeschränkter Identität andererseits vorhersage. Imamuras Sensibilität passe perfekt zu einem so komplexen Film, der sein Thema sowohl mit Respektlosigkeit als auch mit Tiefe behandele.

### Auszeichnungen
Kinema Junpo Awards 1967
- Gewinner des Kinema Junpo Award Shôichi Ozawa in der Kategorie „Bester Schauspieler“[11]

Mainichi Film Concours 1967
- Gewinner des Mainichi Film Concour Shôichi Ozawa in der Kategorie „Bester Schauspieler“
- Gewinner des Mainichi Film Concours Sumiko Sakamoto in der Kategorie „Beste Nebendarstellerin“